# Währing
Währing este cartier Vienei. Vering este numit un cartier burghez, din cauza multor locuințe de lux. 

## Politică
Din anul 1945, Partidul Popular Austriac este cel mai mare partid în Vering.

### Primar
Primarul Veringului este Karl Homole, care este membru al ÖVP.

### Consiliu
- ÖVP 15
- SPÖ 13
- Verzii 9
- Lista Liberă Veringului 2
- FPÖ 1